# Star Wars: Rebel Assault II – The Hidden Empire
Star Wars: Rebel Assault II – The Hidden Empire ist ein Computerspiel aus dem Genre der Rail Shooter, das von Lucas Arts entwickelt wurde und 1995 bei Softgold für IBM-PC und kompatible Computer, Windows, Macintosh und PlayStation. erschien. Es ist der direkte Nachfolger zu Star Wars: Rebel Assault.

## Entwicklung
Die Entwicklung an einem Titel namens Imperial Assault kursierte zunächst. Sie stellte sich als Zeitungsente heraus. Ein Seitenwechsel war nie angedacht.
Für Rebel Assault II wurden erstmals für ein Computerspiel eigens Zwischensequenzen mit Schauspielern gedreht und mit Bluescreen-Technik in digitale Hintergründe kopiert. Im Spiel wird die Szene von CD-ROM abgespielt. Der Spieler steuert lediglich das Fadenkreuz. Bewegungen außerhalb des Bildschirmrands werden dabei als Bewegungen des Fahrzeugs interpretiert und bieten so mehr Möglichkeiten für den Spieler im Vergleich zum Vorgänger. Technisch wurde die Kompressionsverfahren verbessert und die Unterstützung von Double-Speed-Laufwerken eingeführt. Zudem waren Sequenzen außerhalb des Cockpits eingebaut.
Aaron Giles bietet mit DREAMM eine Portierung für moderne Windows-Versionen an, die auf einer Kooperation mit LucasArts fußt.

## Handlung
Der Spieler erforscht zunächst einen sagenumwobenen Sektor im All, in dem immer wieder Schiffe verschwinden. Es stellt sich heraus, dass Darth Vader plant, die Rebellen mit einer neuartigen Variante unsichtbarer Tarnkappenjäger zu überrollen. Der vom Spieler gesteuerte Rookie One macht sich auf deren Fertigungsstätte zu zerstören.

## Rezeption
Monika Stoschek von PC Player gefielen die besseren Videos, Missionspasswörter sowie der einstellbare Schwierigkeitsgrad. Die Missionen seien abwechslungsreich, teils aber auch verwirrend und zuletzt unfair schwer. Florian Stangl lobte die stimmungsvollen Zwischensequenzen. Er bemängelte hingegen das Leveldesign und die Steuerung. Power Play bemängelte geringe Innovation und auch das Wiederholen von Designfehlern etwa bei Flugsequenzen in engen Kanälen, in denen die Begrenzungen unklar bleiben. Die Qualität der Zwischensequenzen sei durchwachsen. Die Besetzung der Schauspieler sei auch nicht von höchster Güte. Video Games bewertete den Titel als technisch unspektakulär. Die Raumschlachten seien effektvoll, wobei hingegen die Bodenmissionen zur langweiligen Schießbude verkämen. M! Games verwies auf die kurze Spieldauer und das sehr einfache Spielprinzip aus Zielen und Ausweichen. Die Umsetzung für PlayStation käme zu spät und böte auch keine Neuerungen. Der orchestrale Soundtrack steche positiv hervor.